# Xenaleyrodes artocarpi
Xenaleyrodes artocarpi là một loài côn trùng cánh nửa trong họ Aleyrodidae, phân họ Aleyrodinae.
Xenaleyrodes artocarpi được Takahashi miêu tả khoa học đầu tiên năm 1936.